# أمينة البارودي
أمينة البارودي (1915 - 1959)، ممثلة مصرية من أصول تركية.
عملت في المسرح في ثلاثينيات القرن العشرين، وبرزت كسيدة مجتمع، تزوجت من نجم الأوبرا الإيطالي أنالورده ورحلت معه إلى إيطاليا عام 1947، ثم عادت إلى مصر بعدها. هي حفيدة رب السيف والقلم الشاعر المصري محمود سامي البارودي. كانت تعمل لحساب المخابرات الألمانية أثناء الحرب العالمية الثانية وكانت صاحبة الجمال المصرى تزوجت لفترة من الإذاعي الشهير أحمد سالم، جدها لأمها محمود باشا سامي البارودي الشاعر المعروف وأحد أبطال الثورة العرابية، وحماها «طلبة باشا عصمت» محافظ الإسكندرية وأحد أبطال نفس الثورة، وقد تم نفي كل من محمود سامي البارودي وطلبه باشا عصمت إلى جزيرة سيلان (سيريلانكا حالياً) بعد هزيمه عرابي.